# Gudu
Gudu é uma Área do governo local em Socoto, Nigéria. Sua sede é na cidade de Balle.
Possui uma área de 3478 km² e uma população de 95,544 no censo de 2006. Compartilha uma fronteira com a República do Níger ao norte e ao oeste. Em 1804, Gudu era a capital do Califado de Socoto.
O código postal da área é 841.